# Односи Украјине и Словачке
Односи између Украјине и Словачке представљају међудржавне односе између ове две државе. Обе земље су успоставиле дипломатске односе 1. јануара 1993. године. Словачка има амбасаду у Кијеву, генерални конзулат у Ужгороду и два почасна конзулата - у Доњецку (до 2014) и Ужгороду. Украјина има амбасаду у Братислави и генерални конзулат у Прешову.
Земље деле 97 километара заједничке границе. У Словачкој живи између 40.000 и 100.000 људи украјинског порекла. Словачка је чланица Европске уније, а Украјина је кандидат за чланство у Европској унији . Обе земље су пуноправне чланице Савета Европе.

## Историја
Током међуратног периода, украјинска област Закарпатје била је део Чехословачке, пре него што је уступљена Мађарској.
1993. године је, током званичне посете Украјини, први председник независне Словачке Михал Ковач потписао споразум о успостављању конструктивних односа између две државе. Од 2000. године до данас, обављено је више посета између званичника Словачке и Украјине. У марту 2022. године, словачка амбасада у Кијеву је привремено обуставила свој рад због руске инвазије на Украјину. Амбасада је наставила са радом 12. априла исте године. 
У априлу 2023. године, Словачка је забранила увоз жита из Украјине, након сличних одлука које су донеле Пољска и Мађарска.
Украјински аеродром Ужгород налази се близу словачко-украјинске границе, што, због специфичности саме локације и линије разграничења, захтева потенцијално коришћење словачког ваздушног простора од стране авиона који слећу или полећу са аеродрома.